# 加拿大昆蟲學人
《加拿大昆蟲學人》（英語：The Canadian Entomologist）是一份同行評審的雙月刊科學期刊，涵蓋昆蟲學的各個方面。該期刊由劍橋大學出版社代加拿大昆蟲學會出版，創刊於1868年。第1至54卷可在生物多樣性遺產圖書館免費查閱。根據《期刊引證報告》，2020年該期刊的影響因子為0.878。

## 外部連結
- 官方网站